# Lucca Comics & Games 2012

Logo ufficiale

Lucca Comics & Games 2012 è stata la ventisettesima edizione di Lucca Comics & Games che si è tenuta dal 1° al 4 novembre 2012, sviluppandosi come di consueto nell'arco di quattro giorni. Le mostre allestite presso Palazzo Ducale sono invece state aperte dal 20 ottobre al 4 novembre.

## Presentazione dell'evento

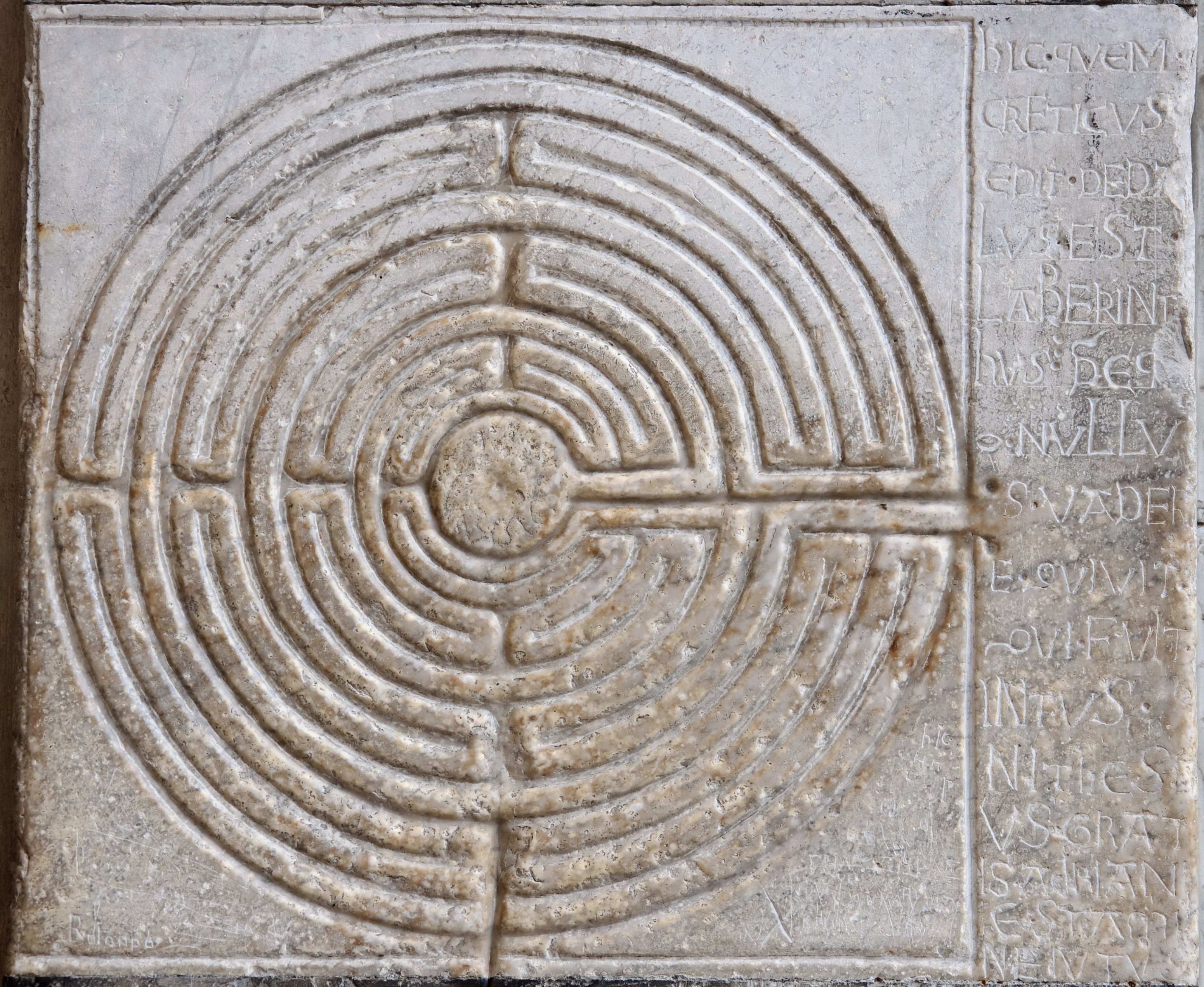
Il labirinto scolpito sul portico del Duomo di San Martino, a cui fa riferimento il manifesto di Lucca Comics 2012.

Le date di Lucca Comics & Games 2012 (dal 1° al 4 novembre) sono state rese note poche settimane dopo la fine dell'edizione del 2011, attraverso un comunicato pubblicato sul sito ufficiale dal direttore Renato Genovese. Tuttavia, la presentazione ufficiale dell'evento è avvenuta soltanto il 31 luglio 2012 presso il Caffè delle Mura, durante una conferenza stampa a cui hanno partecipato i vertici organizzativi di Lucca Comics & Games ed il sindaco di Lucca Alessandro Tambellini. In questa data, oltre ad alcune anticipazioni ai principali eventi ed ospiti dell'evento, è stata presentata la locandina disegnata da Sara Pichelli e Laura Zuccheri.
Il manifesto dell'edizione si compone da due parti distinte: un demone dall'aspetto femminile disegnato da Sara Pichelli sullo sfondo di calendario maya, graficamente unito con il labirinto scolpito sulla facciata del Duomo di San Martino. Il manifesto, unitamente allo slogan della manifestazione ("Mettetevi comodi... comincia lo spettacolo") sono un riferimento alle profezie apocalittiche dei maya.

## Eventi principali

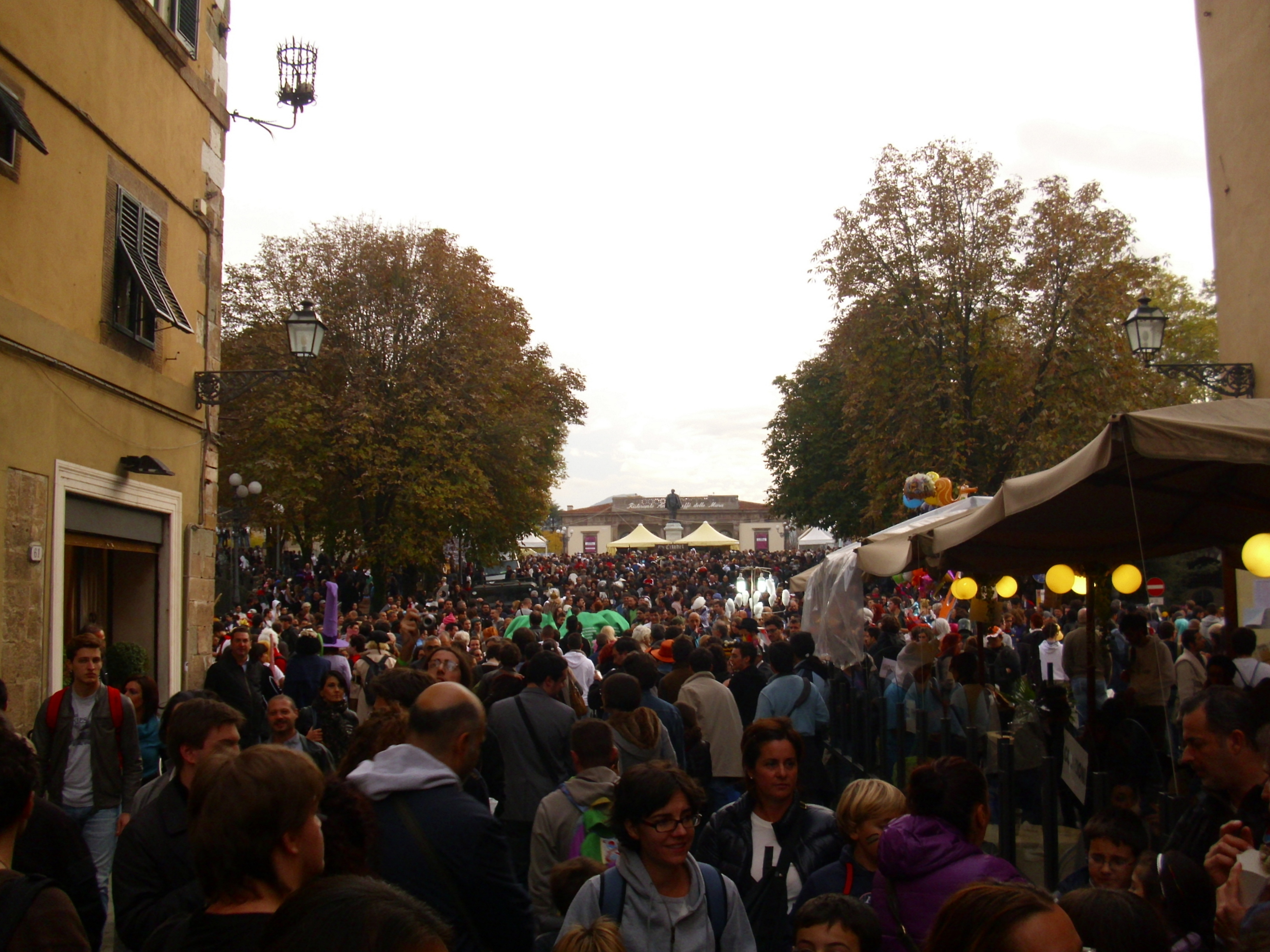
Folla nella giornata di sabato 3 novembre in via Vittorio Veneto e piazzale Vittorio Emanuele.

Fra i principali ospiti di Lucca Comics & Games 2012 si possono citare Enrique Breccia, premiato "maestro del fumetto" durante l'edizione del 2011 del Gran Guinigi protagonista di una mostra a lui dedicata e di vari showcase ed incontro con il pubblico e Takeshi Obata, autore del manga Death Note, ospite per la prima volta in Italia. Inoltre sono stati presenti durante la manifestazione i due disegnatori della DC Comics Geoff Johns e Jim Lee. Per celebrare i cinquant'anni del fumetto Diabolik è stata inoltre allestita una mostra sul personaggio presso la Chiesa dei Santi Giovanni e Reparata.
Sul versante dell'area Games, i principali nomi di questa edizione sono stati rappresentati da Jason Bulmahn, autore del gioco di ruolo Pathfinder, lo scrittore Christopher Paolini, autore della saga fantasy del Ciclo dell'eredità, Chris Ayers, creatore delle creature presenti in film come Alien vs. Predator e Men in Black 2 e Greg Staples, disegnatore per alcuni giochi di ruolo come Magic the Gathering, World of Warcraft e Dungeons & Dragons. Grande interesse ha suscitato inoltre la ricostruzione della battaglia di Bunker Hill, messa in scena per celebrare l'uscita del videogioco Assassin's Creed 3, ambientato nello stesso periodo storico.

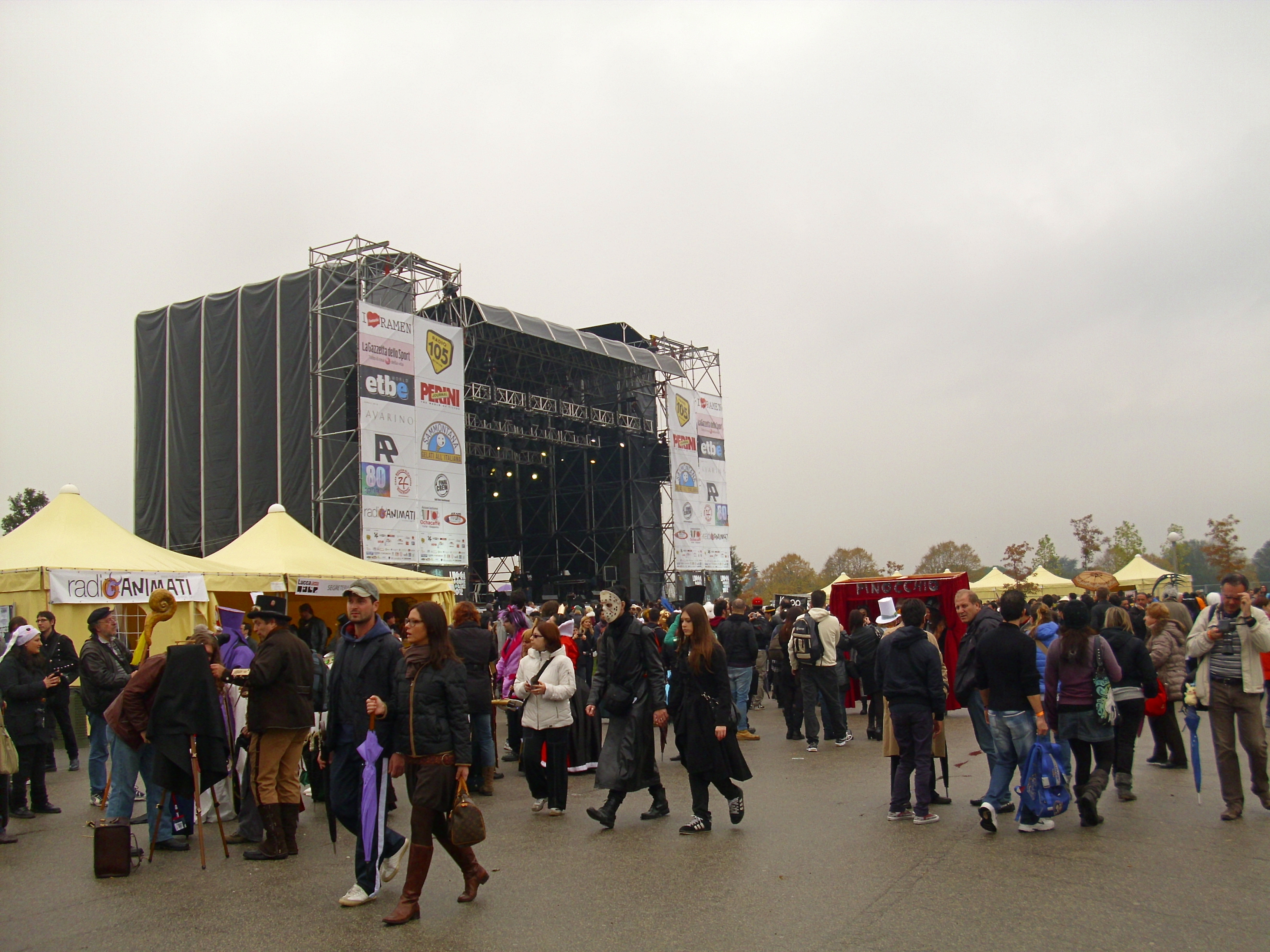
L'area palco, posto sopra baluardo San Paolino, nella giornata di domenica 4.

Ospite principale dell'area junior invece è stata la scrittrice ed illustratrice per ragazzi Rébecca Dautremer, a cui è stata dedicata un'intera mostra a Palazzo Ducale. Fra gli ospiti musicali di quest'edizione si può citare il duo giapponese dei MAY'S, per la prima volta in Italia, ed il coro de Le Mele Verdi, cantanti di varie sigle di cartoni animati a cavallo fra gli anni settanta ed ottanta. Per il secondo anno viene istituita anche la sezione "Movies & Comics", all'interno della quale vengono proiettate in anteprima Frankenweenie e La collina dei papaveri.

## Resoconto

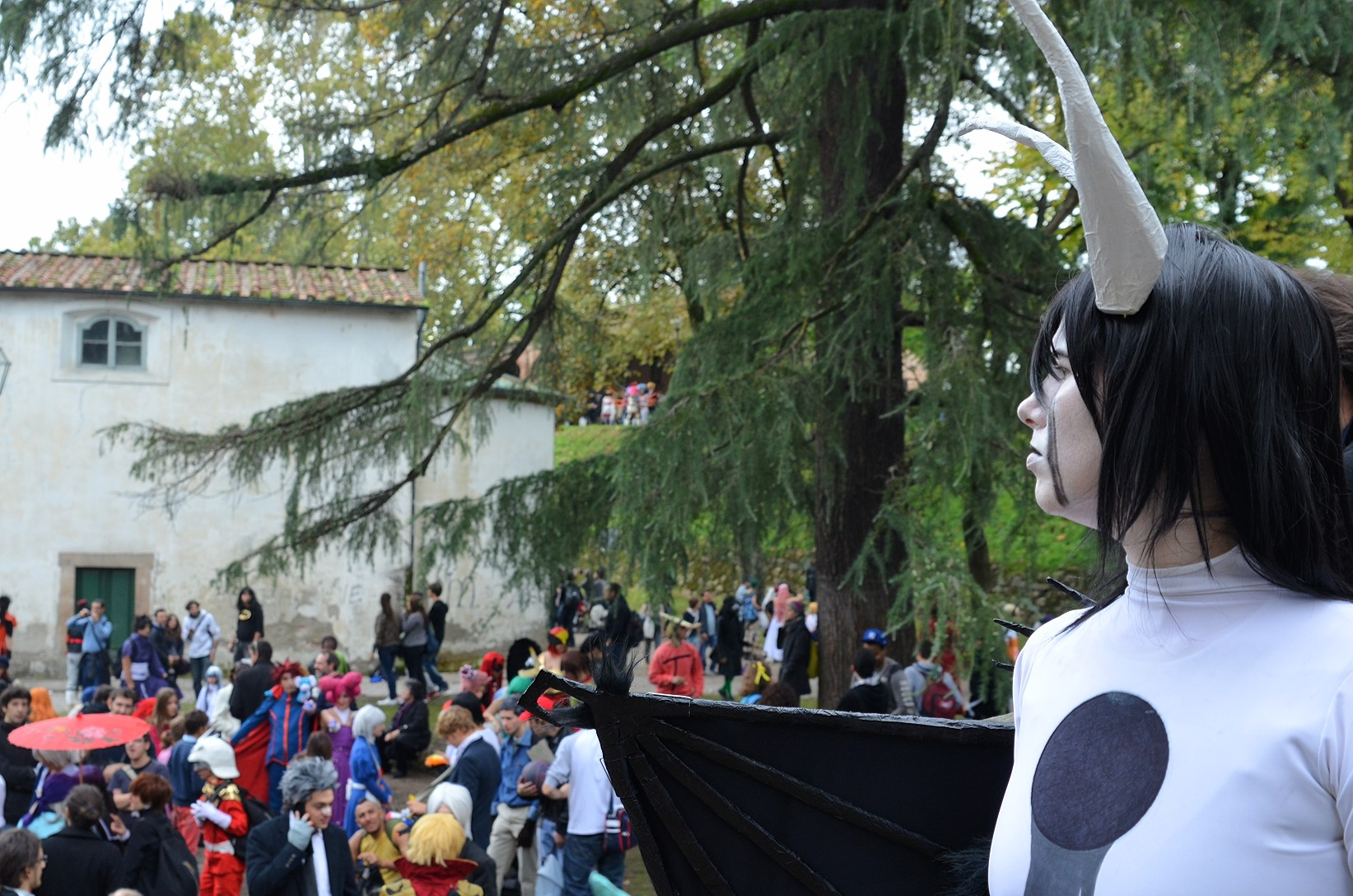
Cosplayer a Lucca Comics & Games 2012.

Nei giorni immediatamente successivi alla fine dell'evento, i dati ufficiali hanno riportato la presenza di circa 180 000 visitatori nei quattro giorni, con un picco di circa 56 000 visitatori per la giornata di sabato 3 novembre, quindi un risultato maggiore rispetto a quello degli anni precedenti. Tuttavia, qualche mese dopo, in seguito ad una interrogazione dell'ex sindaco di Lucca Pietro Fazzi, sono stati forniti dati più dettagliati. I biglietti effettivamente venduti erano stati 182 217, mentre le presenze effettive (ovvero la somma dei biglietti più gli ingressi gratuiti dovuti allo staff, agli ospiti, agli standisti ed alla stampa) sono state 212 217.

## Aree della fiera

### Area Comics

#### Ospiti

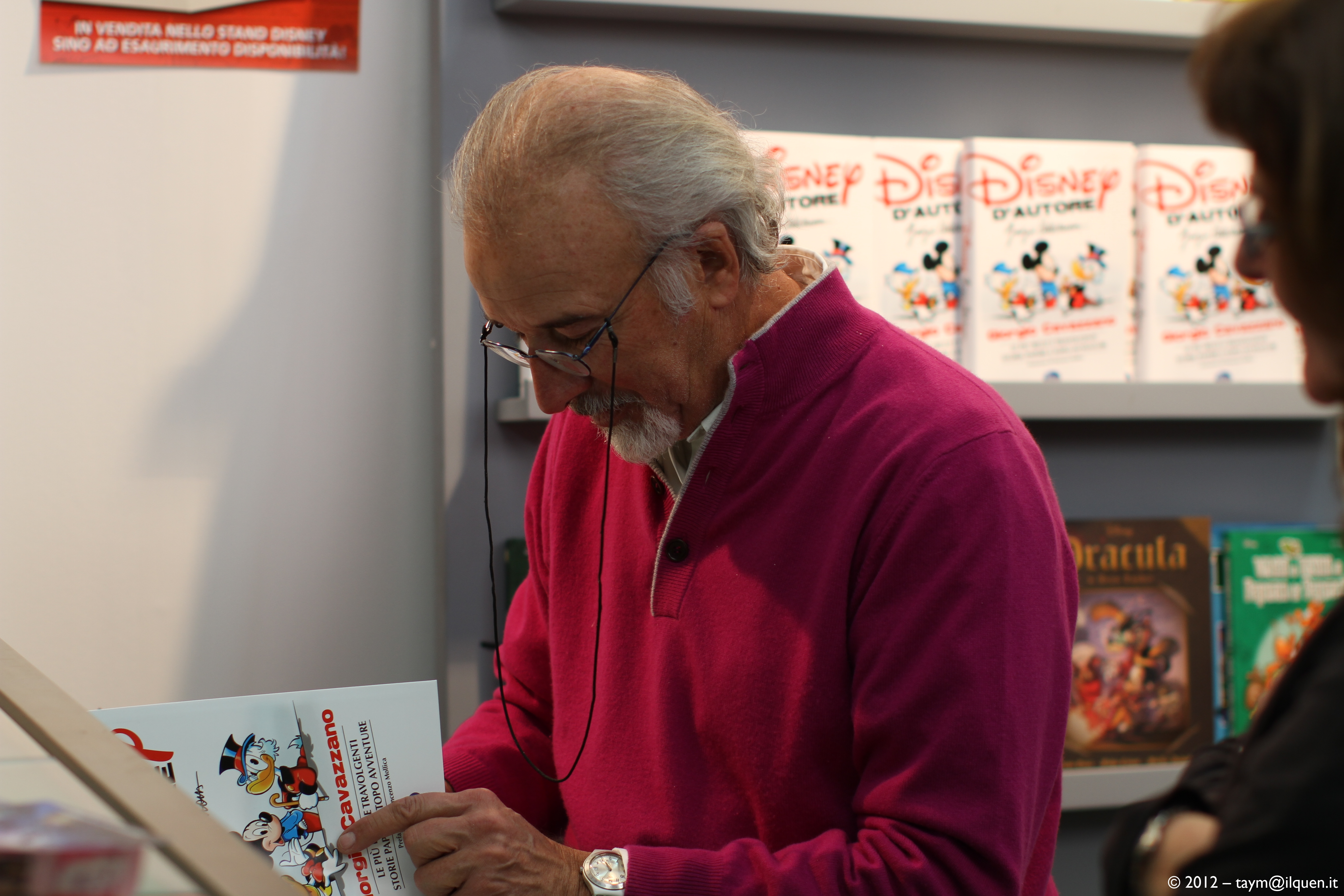
Giorgio Cavazzano.

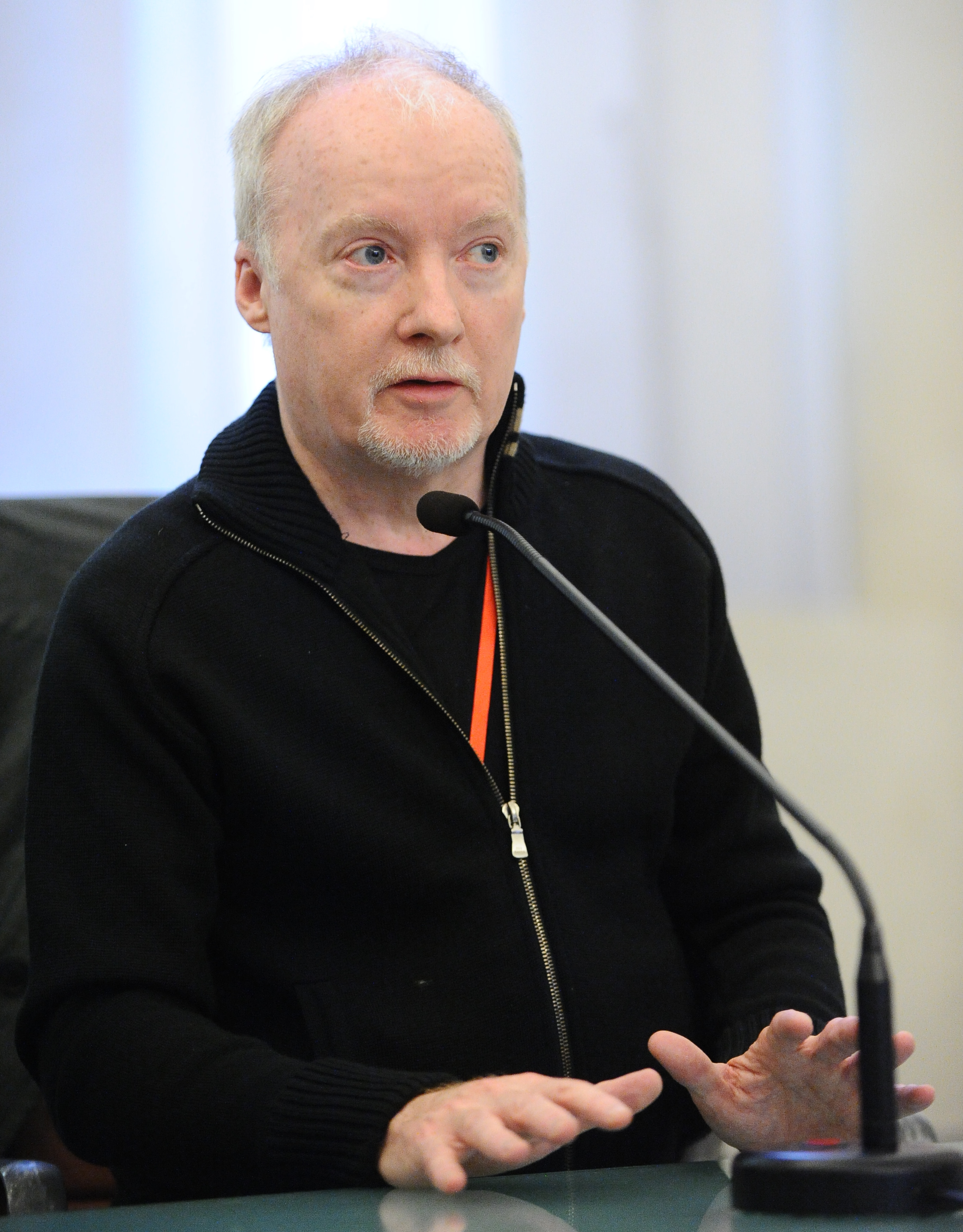
Kevin O'Neill.

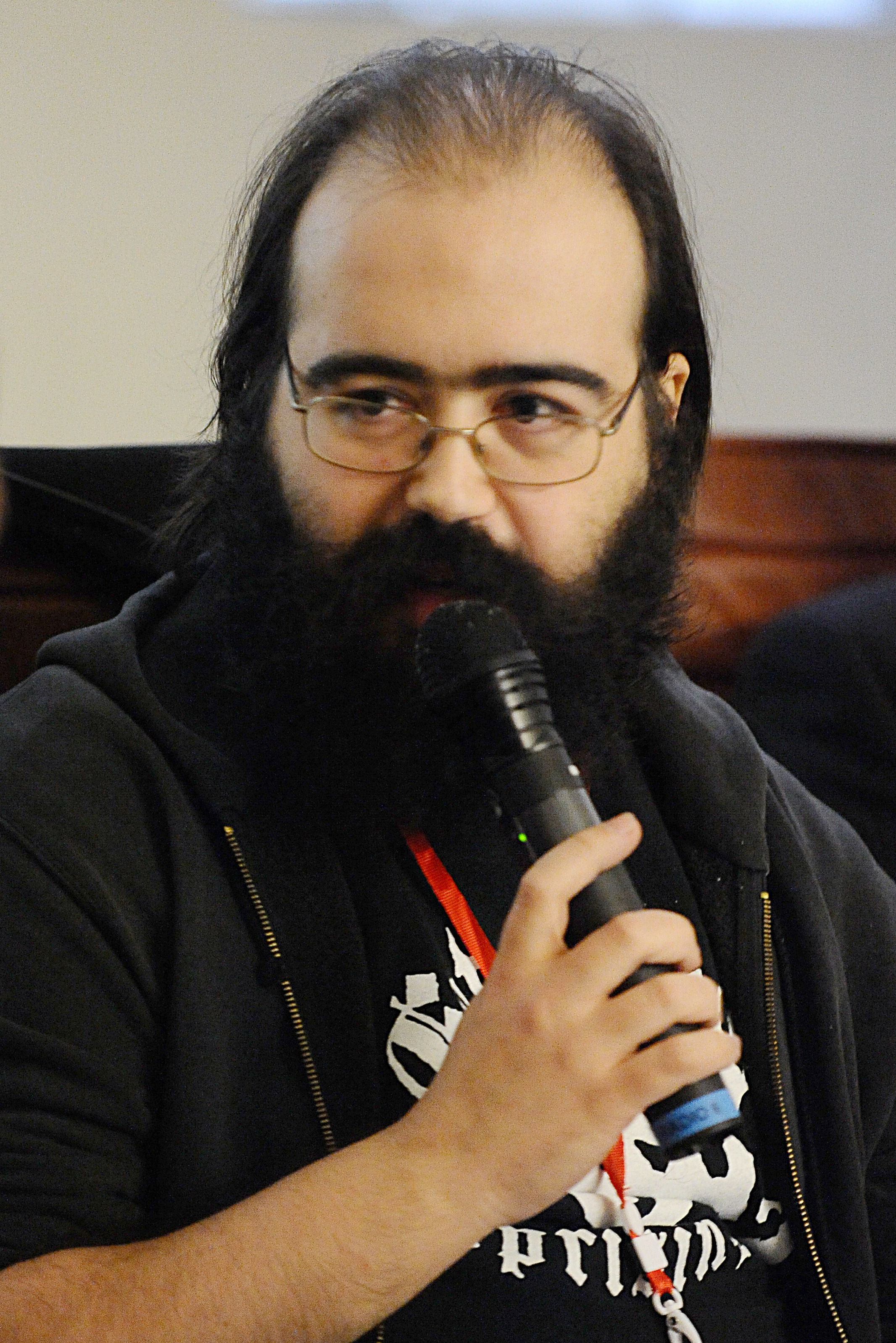
Tuono Pettinato.

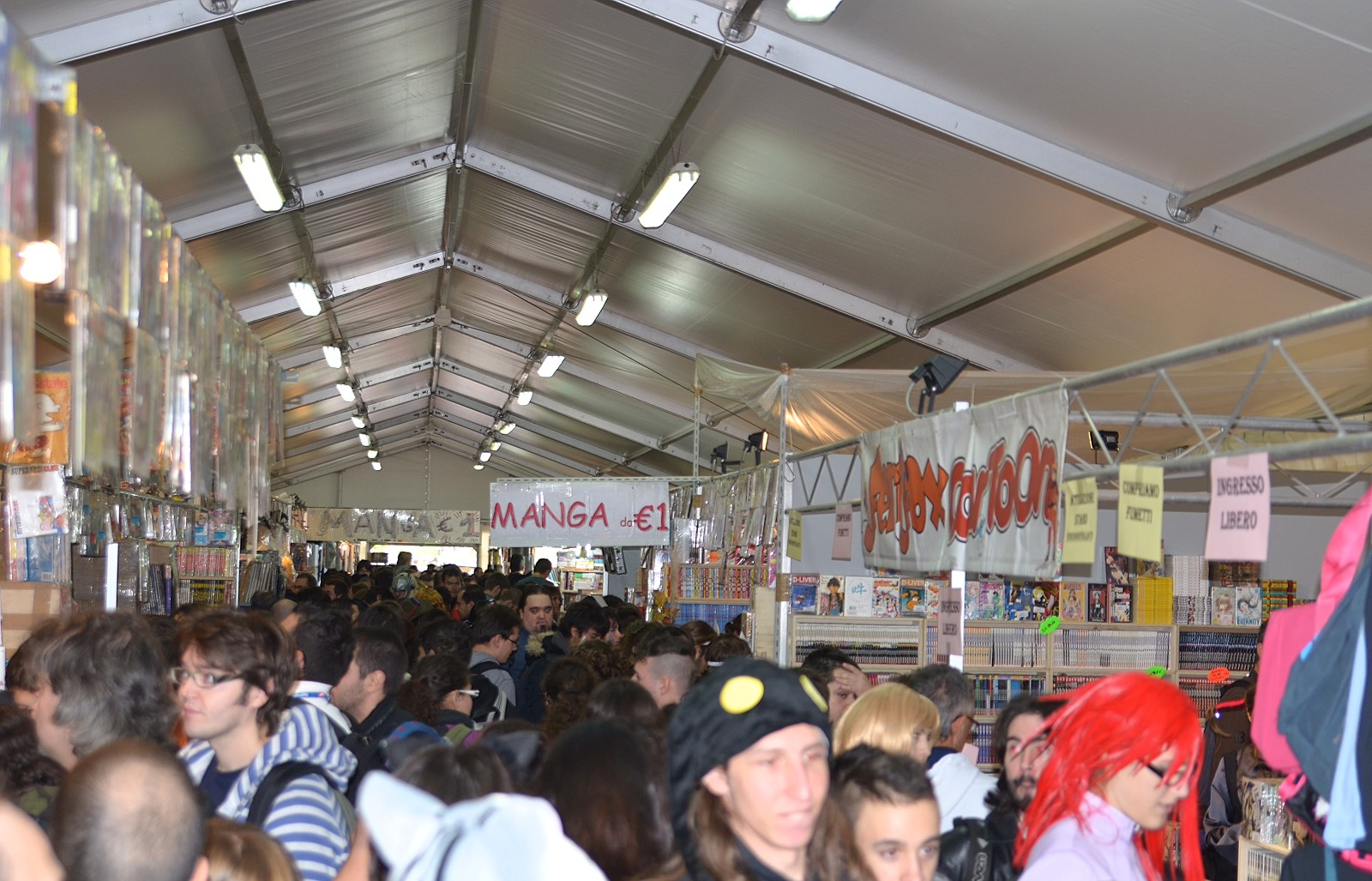
Interno di un padiglione dell'area Comics.

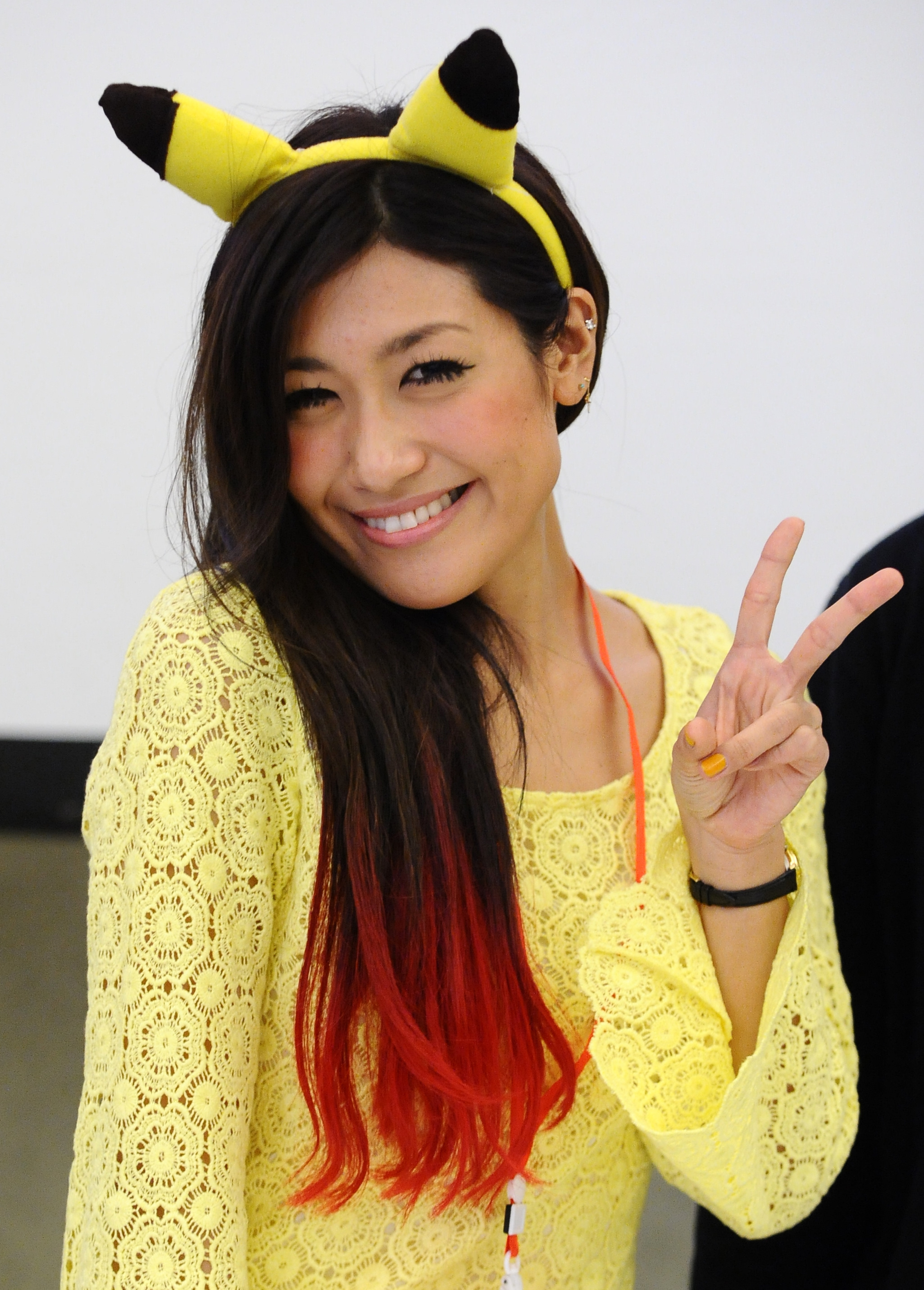
Maiko Katagiri del duo MAY'S.

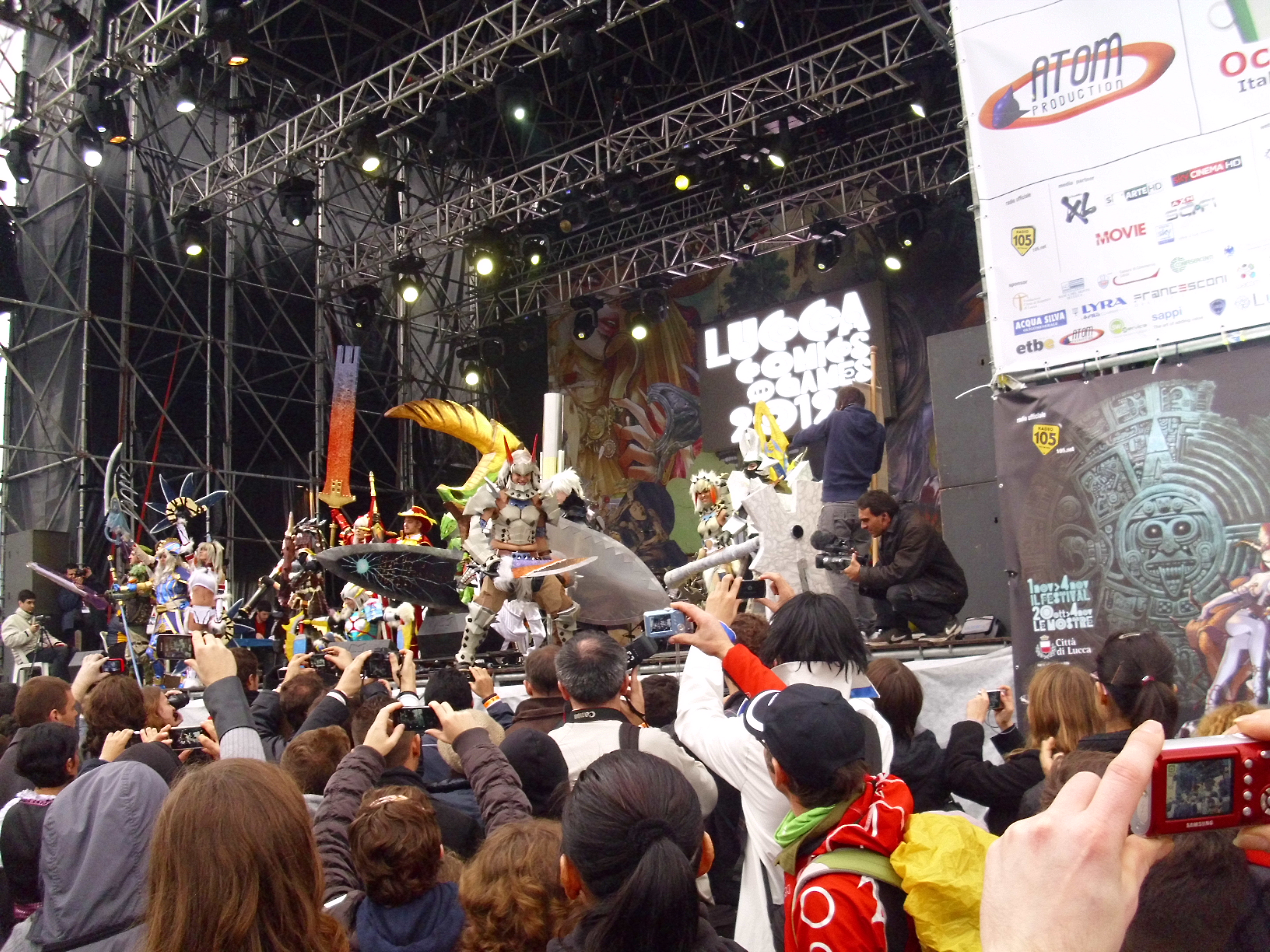
Sfilata di cosplayer sul palco di Lucca Comics 2012.

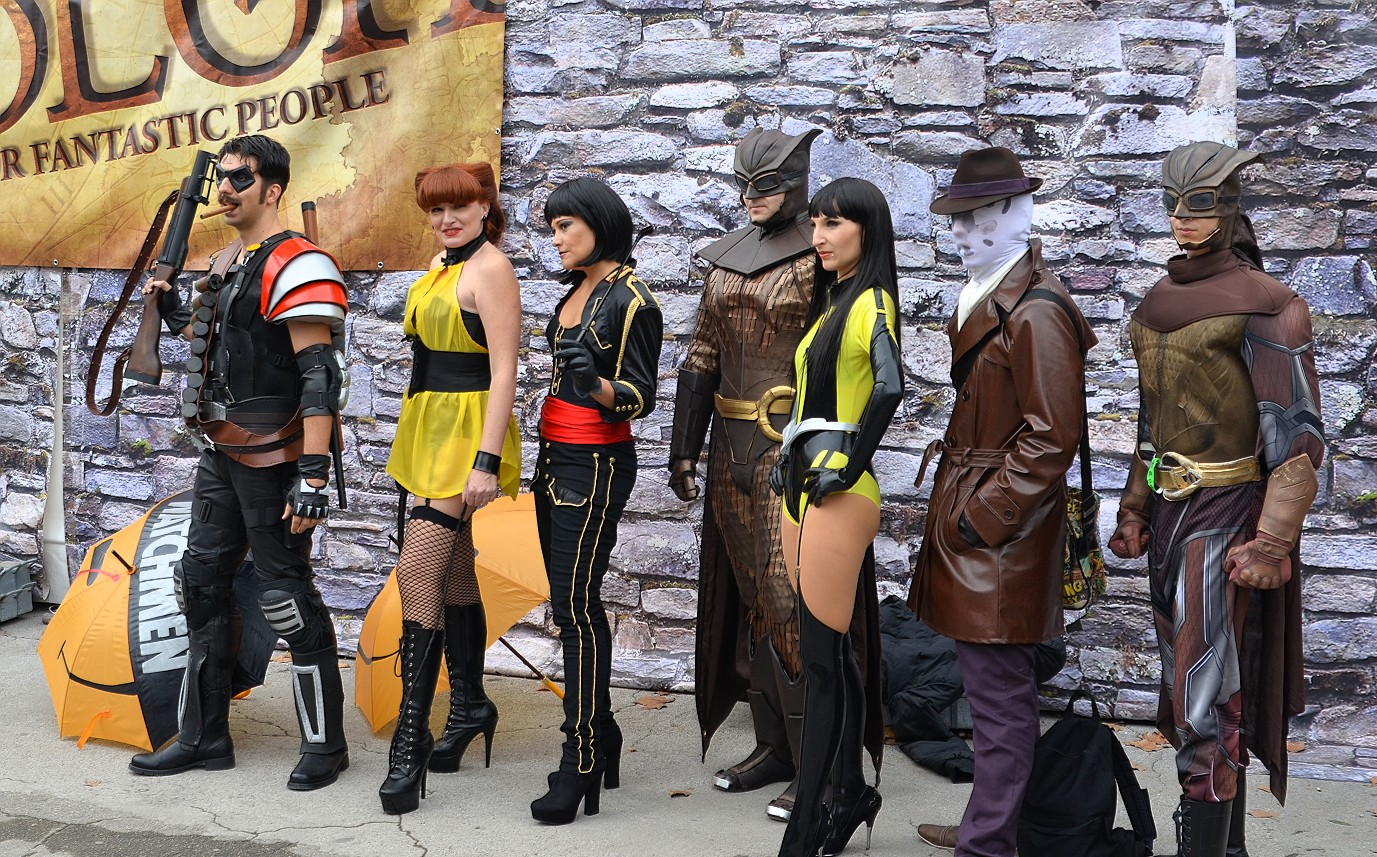
Cosplayer di Watchmen vicino al Caffè delle Mura.

- Giancarlo Alessandrini (fumettista italiano, creatore grafico di Martin Mystère)
- Antonio Altarriba (saggista, romanziere, critico e scrittore di cartoni animati e spagnolo)
- Emanuele Barison (fumettista italiano)
- Lee Bermejo[19] (fumettista e disegnatore statunitense)
- Guillaume Bianco (fumettista ed illustratore francese)
- Mauro Biani (autore satirico, membro del collettivo Cartooning for Peace)
- Enrique Breccia (fumettista, pittore e illustratore argentino)
- Bruno Brindisi (fumettista italiano)
- Barbara Canepa[20] (fumettista italiana, coautrice di W.I.T.C.H.)
- Alfredo Castelli (fumettista italiano, creatore di Martin Mystère)
- Giorgio Cavazzano (fumettista italiano)
- Antonello Dalena (fumettista italiano)
- Aldo Di Gennaro (fumettista e illustratore italiano)
- Luca Enoch (fumettista italiano)
- Tim Enthoven (Artista, graphic novelist e illustratore olandese, attivo per il New York Times)
- Sakae Esuno[21] (fumettista giapponese, autrice di Mirai Nikki)
- Daniele Faragazzi (animatore e fumettista italiano)
- Jeroen Funke (fumettista olandese, membro del collettivo Lamelos, co-creatore di Cheese Hero e Shit Head)
- Gary Frank[19] (disegnatore statunitense, curatore dei disegni dei fumetti Midnight Nation e Supreme Power)
- Milan Hulsing (fumettista olandese, autore di Città d'argilla)
- Keiko Ichiguchi (fumettista giapponese di genere shojo manga)
- Akihisa Ikeda (fumettista giapponese, autore di Rosario + Vampire)
- Frazer Irving[22] (fumettista britannico, noto per aver disegnato il fumetto Necronauts)
- Geoff Johns[23][24] (fumettista statunitense, conosciuto prevalentemente per le sue sceneggiature per la DC Comics)
- Jim Lee[24] (fumettista statunitense, conosciuto prevalentemente per le sue sceneggiature per la DC Comics)
- Tyler Kirkham[19] (autore statunitense di fumetti, attivo per la DC Comics)
- Tanino Liberatore (fumettista, illustratore e pittore italiano, è anche attivo nel mondo del cinema)
- Milo Manara (fumettista italiano)
- Anna Merli[20] (fumettista italiana)
- Mino Milani (giornalista, scrittore, fumettista e storico italiano)
- Bart Nijstad (fumettista olandese, autore di Mosquitos e Flies)
- Kevin O'Neill[25] (fumettista britannico, celebre per La Lega degli Straordinari Gentlemen)
- Takeshi Obata[2] (fumettista giapponese, celebre per Death Note)
- Leo Ortolani (fumettista italiano, creatore di Rat-Man).
- Mauro Padovani (fumettista italiano)
- Alberto Pagliaro (fumettista italiano)
- Giuseppe Palumbo (fumettista italiano, creatore del "supereroe" Ramarro)
- Sam Peeters (fumettista olandese, membro del collettivo Lamelos, co-creatore di Cheese Hero e Shit Head)
- Elena Pianta (fumettista italiana)
- Sara Pichelli (disegnatrice italiana, prima illustratrice di Ultimate Spider-Man)
- Stefano Raffaele (autore di fumetti italiano)
- Pino Rinaldi (fumettista italiano)
- Marcel Ruijters (illustratore olandese)
- Laura Scarpa (fumettista italiana)
- Dace Sietina (fumettista olandese)
- Claudio Stassi (fumettista italiano)
- Barbara Stok (fumettista olandese, autrice di O la borsa o la vita)
- Goran Sudžuka[19] (fumettista croato, celebre per Hellblazer: Lady Constantine)
- Emanuele Tenderini (fumettista italiano)
- Tuono Pettinato (fumettista e illustratore italiano)
- Claudio Villa
- Zerocalcare (fumettista italiano)
- Laura Zuccheri (fumettista e disegnatrice italiana)

#### Mostre
- "Enrique Breccia - Esploratore dell'immaginario"
  - Mostra monografica su Enrique Breccia, presso Palazzo Ducale.
- "Marvelous Divas! La strepitosa arte di Sara Pichelli e Laura Zuccheri"[2]
  - Mostra su Sara Pichelli e Laura Zuccheri, autrici della locandina di Lucca Comics 2012, presso Palazzo Ducale.
- "Il Corriere dei Ragazzi - Breve vita felice di un settimanale irripetibile"
  - Mostra delle copertine storiche della rivista nel cortile interno di Palazzo Ducale.
- "Cyril Pedrosa: Legàmi"
  - Mostra monografica su Cyril Pedrosa, presso Palazzo Ducale.
- "Cinquant'anni vissuti diabolikamente"/"DK: altro da Diabolik"
  - Mostra celebrativa dei cinquant'anni di Diabolik e del volume DK presso la Chiesa dei Santi Giovanni e Reparata.
- "Peccato! – Uno sguardo dall'Olanda"
  - Mostra dedicata agli autori olandesi Barbara Stok, Sam Peeters, Bart Nijstad, Jeroen Funke, Tim Enthoven, Milan Hulsing e Dace Sietina.
- "Yoshihiro Tatsumi – Alle origini del gekiga"
  - Mostra monografica su Yoshihiro Tatsumi, presso Palazzo Ducale.
- "Out of Somalia"
  - Reportage dell'illustratore Andrea Caprez e dello scrittore Christoph Schuler sulla vita a Dadaab, presso l'Auditorium San Romano.

#### Gran Guinigi

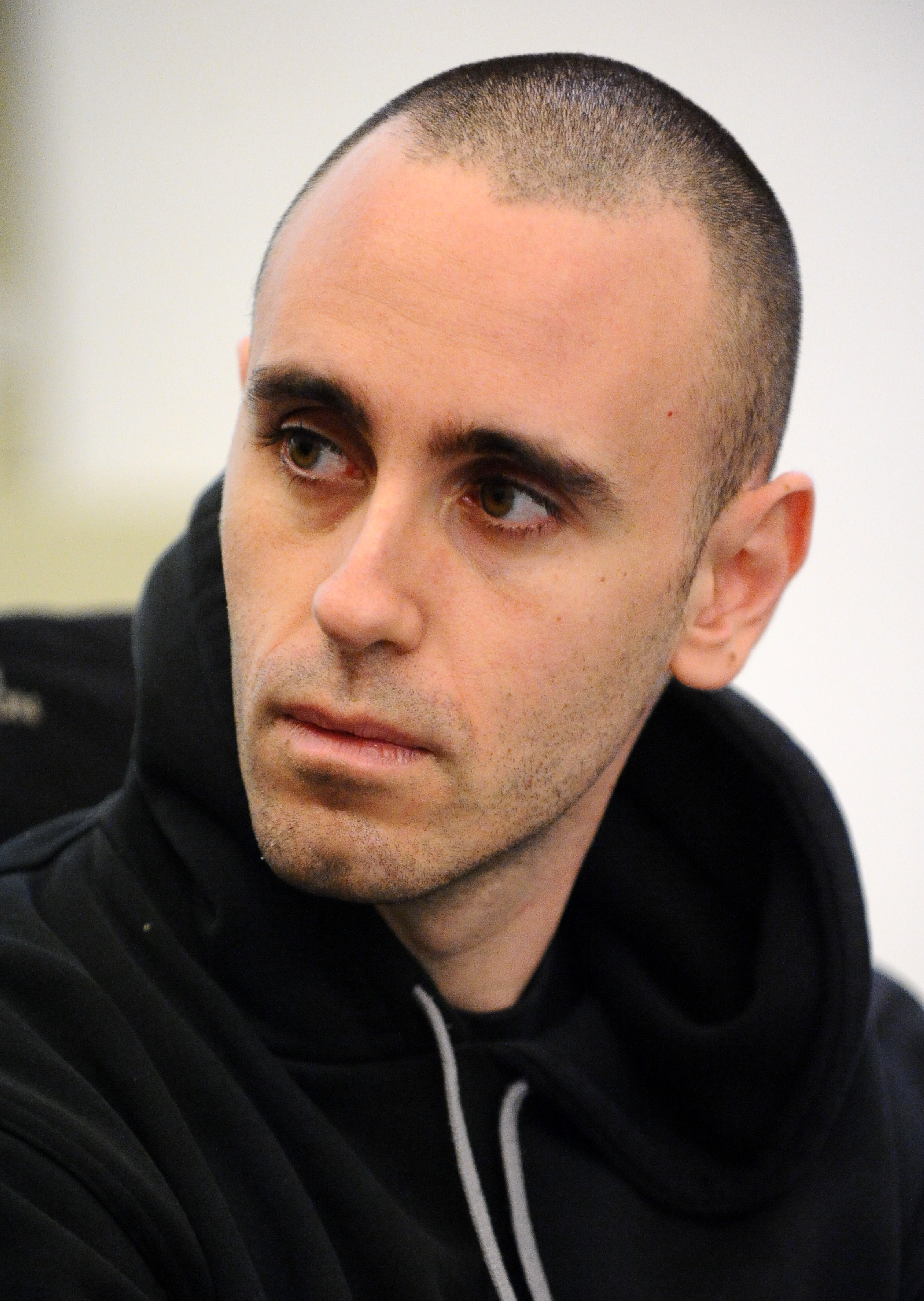
Zerocalcare, vincitore del Gran Guinigi come "miglior storia breve" per La profezia dell'Armadillo.

I premi "Gran Guinigi" sono stati consegnati durante la serata del 2 novembre nell'Auditorium San Romano. I titoli vincitori sono stati selezionati da una giuria composta da Riccardo Corbò (giornalista), Federico Bertolucci (fumettista), Pier Luigi Gaspa (storico del fumetto), Eleonora Mattei (addetta alla Area Pro di Lucca Comics) e Laura Zuccheri (illustratrice).

- Iniziativa editoriale: Tunué per la collana Tipitondi
- Storia lunga: I segreti del Quai d'Orsay, di Blain & Lanzac, Coconino Press – Fandang
- Storia breve: La profezia dell'armadillo, di Zerocalcare, Bao Publishing
- Seriale: Billy Bat, di Naoki Urasawa, GP Publishing
- Miglior disegnatore: Cyril Pedrosa e Fabio Civitelli
- Miglior sceneggiatore: Brian Michael Bendis
- Autore unico: Manu Larcenet (Blast), Coconino Press
- Premio speciale della giuria: Mino Milani
- Maestro del fumetto: Hermann

### Area Games

#### Ospiti

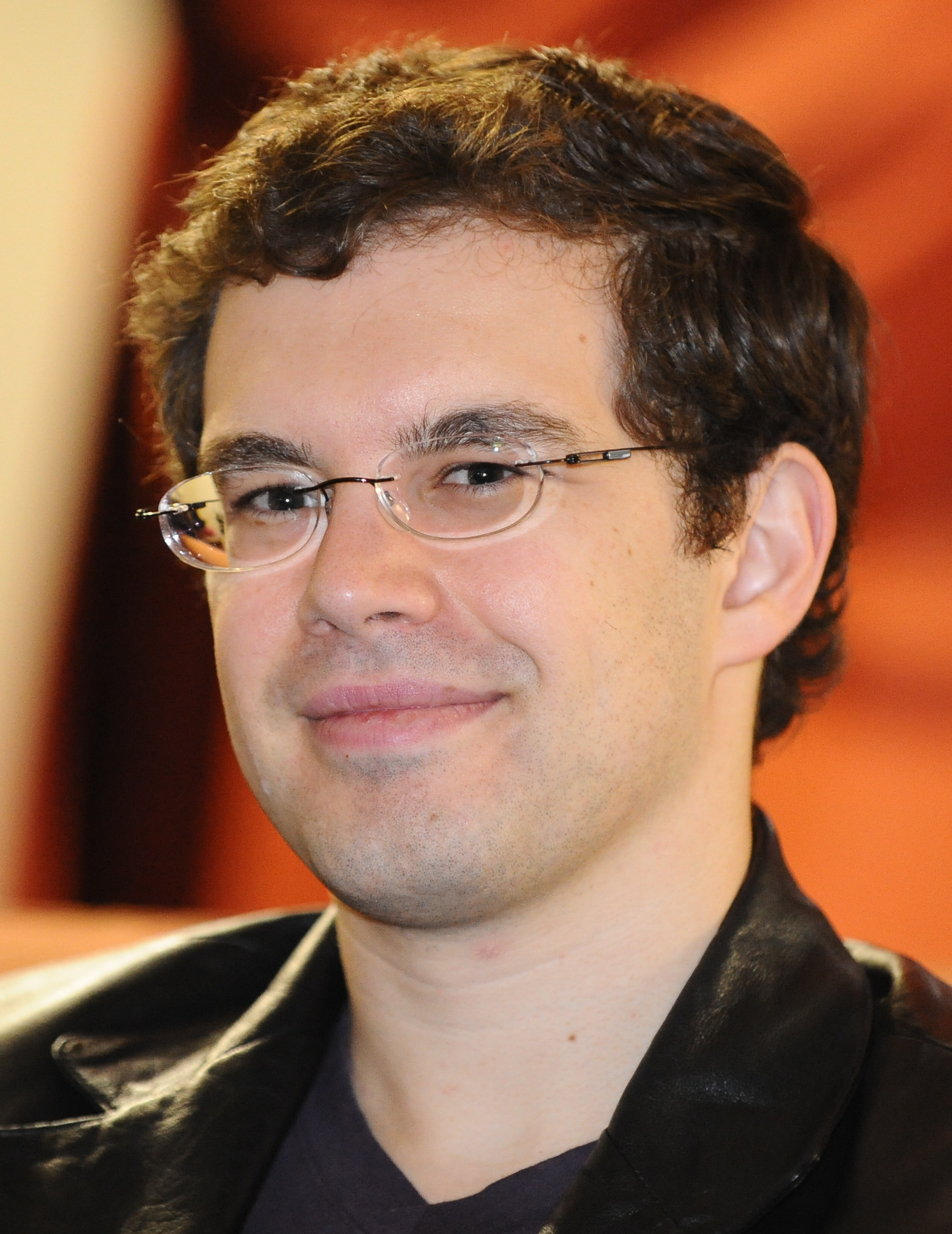
Christopher Paolini.

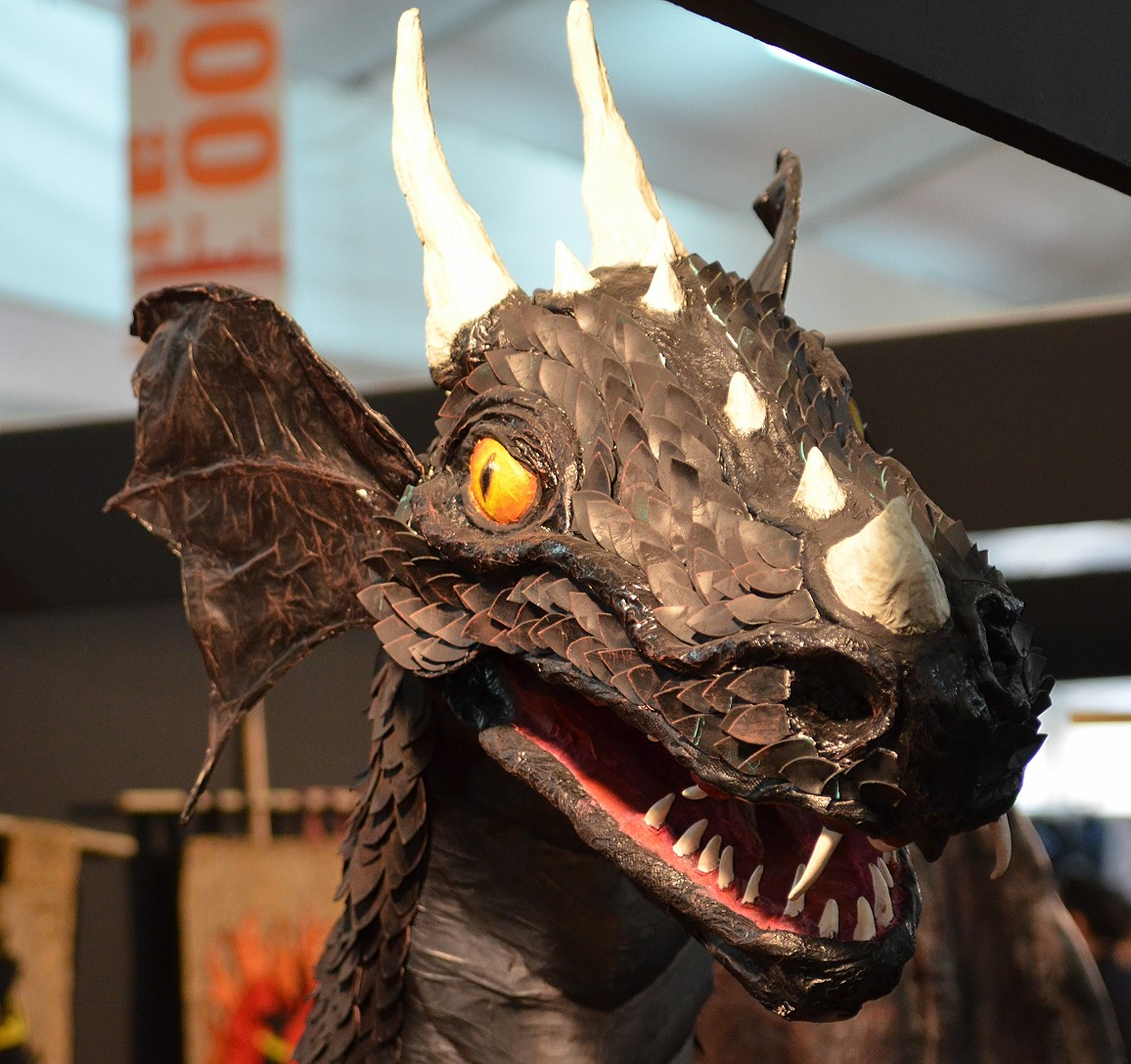
Un dettaglio del padiglione Carducci, dove è allestita l'area Games.

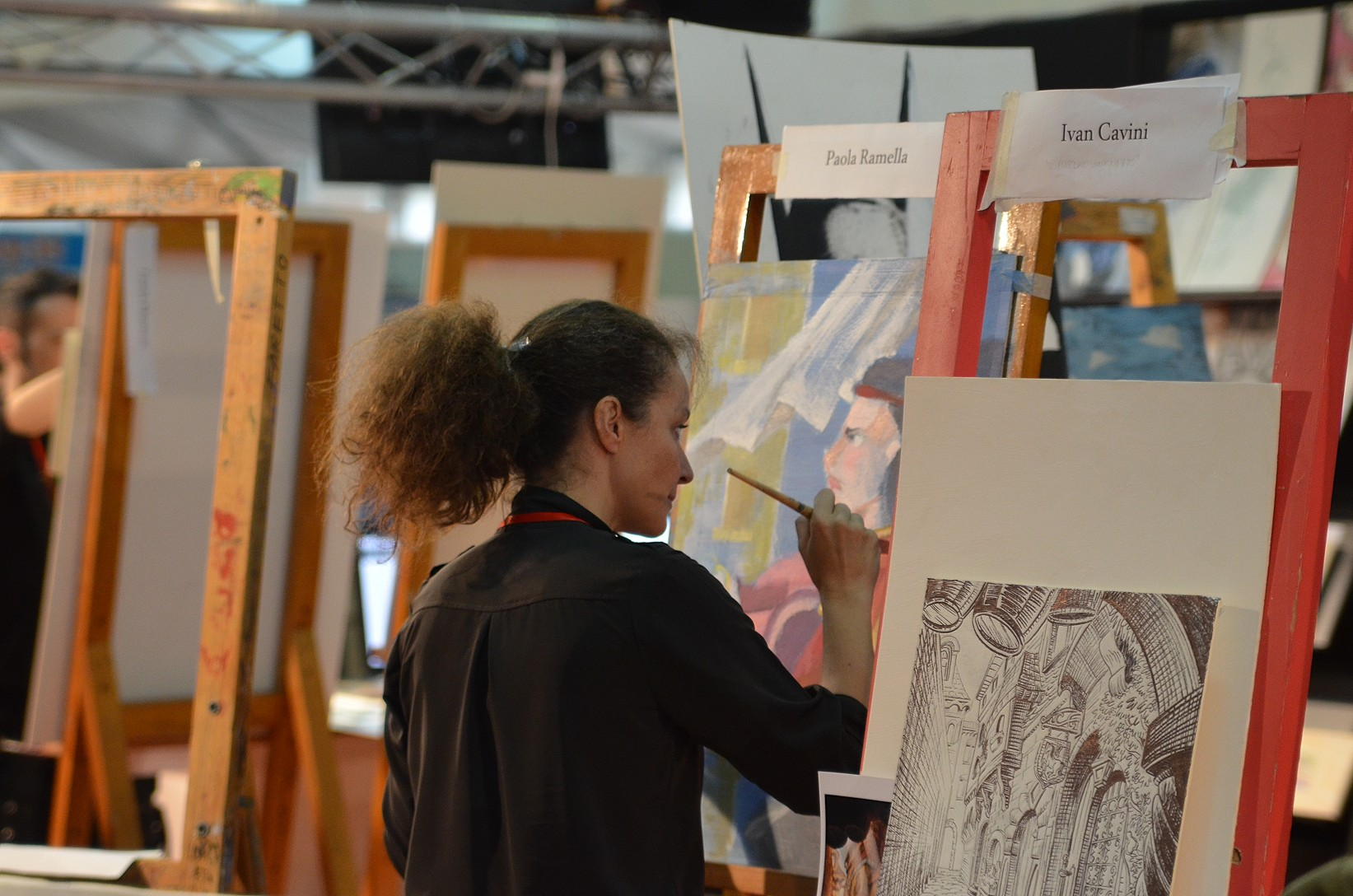
Una disegnatrice all'opera, all'interno dell'area Showcase.

- Sandro Acerbo (doppiatore italiano)
- Victoria Álvarez (scrittrice spagnola di Eterna)
- Chris Ayers (autore delle creature di Men in Black e Alien vs. Predator)
- Pierdomenico Baccalario (scrittore fantasy italiano)
- Paolo Barbieri (illustratore italiano)
- Teo Benedetti (scrittore italiano)
- Francesco Berardi (autore di giochi da tavolo per la Clementoni)
- Jason Bulmahn (Game Designer, autore di Pathfinder)
- Chris Capilli (sviluppatore di videogiochi)
- Letizia Ciampa (doppiatrice italiano)
- Davide De Cubellis[29] (illustratore, fumettista e storyboard artist italiano)
- Jamie Delano (fumettista britannico)
- Silvana De Mari (scrittrice italiana)
- Dorotea De Spirito (scrittrice italiana)
- Ron Edwards (autore di giochi da tavolo statunitense)
- Francesco Falconi (scrittore italiano)
- Sergio Fanucci (editore della Fanucci Editore)
- Daniele Giuliani (doppiatore italiano)
- Raphael Lacoste (Direttore artistico di Assassin's Creed)
- Lillo (attore comico insieme a Greg, anche fumettista)
- Valerio Massimo Manfredi (scrittore italiano)
- Daniel Maniago (giocatore professionista di giochi picchiaduro, anche conosciuto come Clokw0rk)
- Lucia Mattioli (illustratrice italiana)
- Mark Menozzi (scrittore italiano)
- Micheal Monte Moore (Artista freelancer statunitense)
- Paolo Mori (autore di giochi da tavolo italiano)
- Dany Orizio (illustratore italiano)
- Carlo Pagetti (scrittore italiano)
- Lucio Parrillo (illustratore italiano)
- Leonardo Patrignani (scrittore italiano)
- James Patterson (scrittore statunitense)
- Christopher Paolini (scrittore statunitense, autore del Ciclo dell'eredità)
- Riccardo Rossi (doppiatore italiano)
- Silvia Sacco Stevanella (scrittrice italiana)
- Emiliano Sciarra (autore di giochi da tavolo italiano, fra cui Bang!)
- Silver (fumettista italiano, creatore di Lupo Alberto)
- Greg Staples[30] (illustratore britannico fantasy)
- Edoardo Stoppacciaro (doppiatore italiano)
- Licia Troisi (scrittrice italiana, autrice delle Cronache del mondo emerso)
- Luca Usai (graphic novelist italiano)
- Lena Valenti[31] (scrittrice spagnola autrice del Libro di Jade)
- Luca Zontini (illustratore italiano)
- Alessandro Zucchini[32] (autore di giochi da tavolo)

#### Mostre
- "Greg Staples: ritratto di un artista dai mille volti"
  - Mostra monografica su Greg Staples, presso l'Area Games.
- "The Ayers' Zoo - Le fantastiche creature di Chris Ayers"
  - Mostra monografica su Chris Ayers, presso Palazzo Ducale.
- Poker d'assi" (Berardi, Mori, Sciarra e Zucchini)
  - Mostra sui quattro illustratori fantasy italiani, tenuta presso la Sala Ingellis, all'interno dell'area Games.
- "Middle Art: Greisinger Middle Earth Collection
  - La Greisinger Middle Earth Collection di Jenins, mostra dedicata alle creature di J. R. R. Tolkien, esposta presso il Teatro del Giglio.
- "Bang! 10 Anni"
  - Mostra dedicata a Bang!, gioco di carte di ambientazione western, presso l'Area Games.
- "I sentieri fantastici di Pathfinder"
  - Mostra dedicata al gioco di ruolo Pathfinder, presso l'Area Games.

#### Best of Show
- Miglior Gioco da Tavolo per Famiglie: Sheepland di Simone Luciani e Daniele Tascini, Cranio Creations
- Miglior Gioco da Tavolo per Esperti: Trajan di Stefan Feld, Asterion Press
- Miglior Gioco di Carte: Fotosafari di Tanja Triminek, Red Glove
- Miglior Gioco di Ruolo: L'unico anello: avventure oltre le terre selvagge di Francesco Nepitello e Marco Maggi, Giochi Uniti
- Side Award per la Migliore Meccanica di Gioco: L'Amore al Tempo della Guerra di Mario Bolzoni e Luca Veluttini, Coyote Press
- Side Award per il Miglior Profilo Artistico: Seasons di Régis Bonnessée, Asterion Press
- Side Award per il Miglior Progetto Editoriale: Le Leggende di Andor di Michael Menzel, Giochi Uniti
- Gioco inedito: Calamity di Valerio Zini e Isabella Amoretti

### Area Junior

#### Ospiti
- Lara Albanese (astrofisica italiana)
- Brunella Baldi (scrittrice di fiabe italiana)
- Carolina Capria (sceneggiatrice italiana)
- Carlo Carzan (scrittore per ragazzi italiano)
- Paolo D'Altan (illustratore italiano)
- Rébecca Dautremer (illustratrice francese)
- Giuseppina Diamanti (creatrice di giochi)
- Miriam Dubini (Attrice, sceneggiatrice e scrittrice italiana)
- Sofia Gallo (scrittrice italiana)
- Maurizio Giannini (scrittore italiano)
- GUD (disegnatore italiano)
- Mariella Martucci (sceneggiatrice italiana)
- Riccardo Massagli (scrittore per ragazzi italiano)
- Luca Montagliani (autore di fumetti e fondatore della Genoa Comics Academy di Genova)
- Pino Pace (scrittore per ragazzi italiano)
- Mariagrazia Petrino (fumettista italiana)
- Marilina Ricciardi (Docente di illustrazione della scuola di Comix di Napoli)
- Sonia Scalco (Animatrice ed esperta di didattica ludica)
- Livio Sossi (esperto di letterature per l'infanzia, editore e illustratore, presidente della giuria del concorso Lucca Junior)
- Sualzo (fumettista italiano)
- Daniel Valentin Simion (Esperto di animazione, autore de Il Dizionario dei Cartoni Animati)

#### Mostre
- "Mes petits papiers: le meraviglie illustrate di Rébecca Dautremer"
  - Mostra monografica su Rébecca Dautremer, presso Palazzo Ducale
- "Mondi alternativi: Risposte d'artista alla Terra che cambia... o sparisce!"
  - Esposizione delle tavole selezionate al VI Concorso Lucca Junior per Illustratori e Fumettisti, presso l'Auditorium San Romano.

### Area Music & Cosplay

#### Ospiti
- 10 Feet[33] (gruppo J-Rock giapponese)
- Mitzi Amoroso (Compositrice italiana, fondatrice del gruppo Le Mele Verdi)
- Bananasplit (Cartoon Cover band)
- Paolo Casiraghi (Comico italiano)
- Corrado Castellari (Compositore italiano)
- Melody Castellari (Cantante italiana)
- Coro Arcobaleno (Coro di voci bianche)
- Raffaele D'Ambrosio (Cabarettista italiano)
- Dollaro d'Onore Western Orchestra (Cover band)
- Omar Fantini[33]
- Gemboy (gruppo musicale)
- Hachioji P. (deejay giapponese, specializzato nella musica realizzata tramite vocaloid)
- K-ble Jungle (duo musicale j-pop)
- Katzoni Animati (Cartoon Cover band)
- MAY'S (duo musicale j-pop)
- Fabrizio Mazzotta (doppiatore italiano)
- Douglas Meakin (cantante dei Superobots)
- Le Mele Verdi (Coro di bambine italiano, attivo fra gli anni settanta e gli ottanta)
- La Mente di Tetsuya (Cartoon Cover band)
- Miwa e i suoi componenti (Cartoon Cover band)
- Stefano Onofri (doppiatore italiano)
- Emanuela Pacotto (doppiatrice e cantante italiana)
- Poveri di Sodio (Cartoon Cover band)
- Raggi Fotonici (gruppo musicale)
- Seven Nippon (Cartoon Cover band)
- Giorgio Vanni (cantante e autore di sigle mediaset)
- Za Goninbayashi (collettivo di musicisti classici giapponese)

#### Concerti e spettacoli
- "Dai Barbapapà a Mademoiselle Anne"
  - Concerto de Le Mele Verdi, accompagnate da Mitzi Amoroso, Corrado Castellari, La Mente di Tetsuya, Seven Nippon e il Coro Arcobaleno.
- "Dal J-Pop all'elettronica del Sol Levante"
  - Concerto del duo j-pop K-Ble Jungle
- "EvoluTV"
  - Spettacolo comico-musicale di Raffaele D'Ambrosio con i Poveri di Sodio, con la partecipazione di Paolo Casiraghi
- "iDOL-Ambition Live Concert"
  - Concerto di Emanuela Pacotto, presso l'Auditorium San Romano.
- "Kimi Ni Todoke il J-Pop di MAY'S"
  - Concerto dei MAY'S, accompagnati da La Mente di Tetsuya.
- "Note Irriverenti"
  - Concerto dei Gemboy.
- "Risate sonore"
  - Concerto della cartoon cover band Katzoni Animati.
- "Spaghetti Western all'italiana"
  - Concerto della cartoon cover band Dollaro d'Onore Western Orchestra.
- "Time Machine Live Concert"
  - Concerto di Giorgio Vanni, accompagnato dalla cartoon cover band Bananasplit.
- "Tra Rock e Pop la storia continua"
  - Concerto dei Raggi Fotonici, con la partecipazione di Douglas Meakin, Fabrizio Mazzotta e Stefano Onofri.

### Area Japan

#### Ospiti
- Takeo Fujita (insegnante di fumetto giapponese)
- Takeshi Miyagawa (creatore di modellini ispirati a anime e manga)
- Naoya Yamaguchi (fotografo di moda giapponese)

#### Mostre
- "Una finestra sul Japonism"
  - Mostra delle fotografie di Naoya Yamaguchi, presso il Japan Palace.
- "Shonen Gahosha"
  - Mostra di tavoli e disegni originali dell'archivio della Shōnen Gahōsha, presso il Japan Palace.

### Area Movies

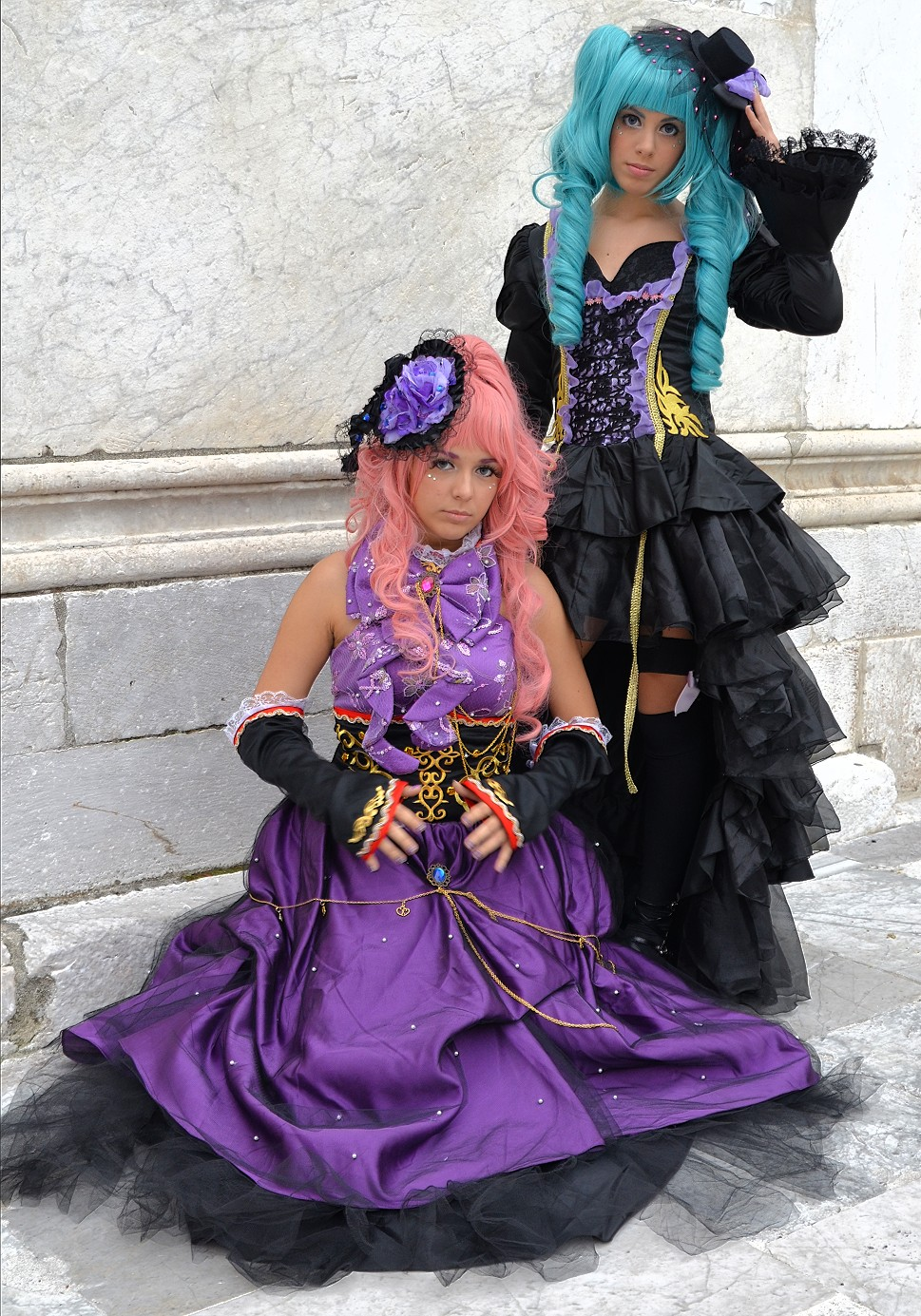
Cosplayer a Lucca Comics 2012.

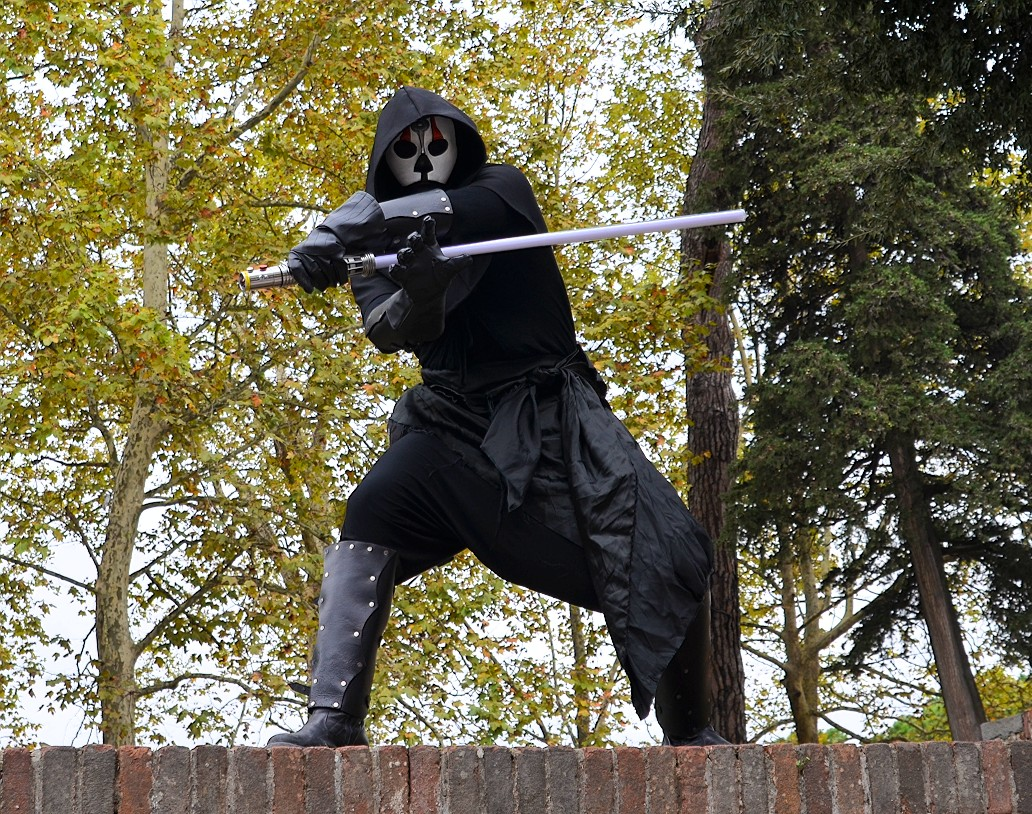
Cosplayer di Darth Nihilus a Lucca Comics 2012.

#### Ospiti
- Maricla Affatato (giornalista e autrice di trasmissioni radio e TV)
- Enzo D'Alò (Regista e sceneggiatore di cartoni animati)
- Lorenzo Mattotti (fumettista italiano)

#### Proiezioni
- Pinocchio
- Asterix & Obelix al servizio di Sua Maestà
- Moonrise Kingdom
- La collina dei papaveri[34]
- Looper
- Code Name: Geronimo
- Frankenweenie
- Hotel Transylvania
- Red Lights
- Puella Magi Madoka Magica - Parte 1 - L'inizio della storia
- Berserk, L'Epoca D'oro - L'uovo del Re Dominatore
- Viaggio verso Agartha
- Ghost In The Shell 2.0
- Vita da cartoni
- Il ciondolo della luce
- Mardock Scramble: The First Compression
- Mardock Scramble 2: The Second Combustion
- Una lettera per Momo
- Panda! Go, panda!
- Ninja Bugeicho Kagemaru Den
- Saint Seiya Rebirth
- Thermae Romae (alcuni episodi)
- Teenage Mutant Ninja Turtles - Tartarughe Ninja (alcuni episodi)
- Black Rock Shooter (alcuni episodi)
- American Horror Story (seconda stagione) (alcuni episodi)
- Ralph Spaccatutto (primi 20 minuti)
- Django Unchained (contenuti speciali)
- Iron Man 3 (contenuti speciali)